# Parlamentarne volitve v Franciji 2022
Parlamentarne volitve v Franciji 2022 so potekale 12. in 19. junija 2022. Volivci so izbrali 577 poslancev v 16. državni zbor oz. spodnji dom francoskega parlamenta. Sledile so predsedniškim volitvam 2022, ki so potekale aprila. Koalicija Ensemble je ostala največji del državnega zbora, vendar je znatno izgubila vladajočo večino, kar je povzročilo oblikovanje prve manjšinske vlade po letu 1993, francoski predsednik pa tako prvič po letu 1997 ni imel večine v parlamentu. Volilna udeležba v prvem krogu je bila, 47,51 %, v drugem pa 46,23 %.
Na volitvah so sodelovale 4 glavne politične skupine: levo-sredinska koalicija Skupaj (Ensemble), del katere je tudi Renaissance francoskega predsednika Emmanuela Macrona; leva koalicija Nova ekološka in socialna ljudska unija (NUPES), ki jo poleg Nepokorne Francije (La France Insoumise) sestavljajo še komunisti, ekologi in socialisti; desno-sredinska Zveza desnice in centra (Union de la droite et du centre), ki vključuje republikance in konzervativce, in pa desni Nacionalni zbor (Rassemblement National).

## Volilni sistem
577 poslancev francoskega državnega zbora, spodnjega doma Francoskega parlamenta, je izvoljenih za petletni mandat po sistemu dveh krogov volitev, iz vsake volilne enote od skupno 577 je tako izvoljen po en kandidat. Kandidat, ki prejme absolutno večino veljavnih glasov in skupno število glasov, ki je enako 25 % glasov registriranih volivcev, je izvoljen v prvem krogu. Če noben kandidat ne doseže tega praga, se izvede drugi krog volitev med prvima dvema kandidatoma in katerim koli drugim kandidatom, ki je prejel skupno več kot 12,5 % glasov registriranih volivcev. Kandidat, ki v drugem krogu prejme največ glasov, je izvoljen.

## Rezultati
| Stranka | Stranka  | Stranka                                                                                | 1. krog    | 1. krog | 1. krog | 2. krog    | 2. krog | 2. krog | Št. sedežev | +/-     |
| Stranka | Stranka  | Stranka                                                                                | Glasov     | %       | Sedežev | Glasov     | %       | Sedežev | Št. sedežev | +/-     |
| ------- | -------- | -------------------------------------------------------------------------------------- | ---------- | ------- | ------- | ---------- | ------- | ------- | ----------- | ------- |
|         | Ensemble | Skupaj Ensemble pour la République                                                     | 5.857.364  | 25,75   | 1       | 8.002.419  | 38,57   | 244     | 245 / 577   | 105     |
|         | NUPES    | Nova ekološka in socialna ljudska unija Nouvelle Union populaire écologique et sociale | 5.836.079  | 25,66   | 4       | 6.556.198  | 31,60   | 127     | 131 / 577   | 79      |
|         | RN       | Nacionalni zbor Rassemblement National                                                 | 4.248.537  | 18,68   | 0       | 3.589.465  | 17,30   | 89      | 89 / 577    | 81      |
|         | UDC      | Zveza desnice in centra Union de la droite et du centre                                | 2.568.502  | 11,29   | 0       | 1.512.281  | 7,29    | 64      | 64 / 577    | 66      |
|         | REC      | Rekonkvista Reconquête                                                                 | 964.775    | 4,24    | 0       |            |         |         | 0 / 577     | na novo |
|         | DVG      | Različni predstavniki levice Divers gauche                                             | 713.574    | 3,14    | 0       | 408.706    | 1,97    | 21      | 21 / 577    | 9       |
|         | ECO      | Ekologi Écologistes                                                                    | 608.314    | 2,67    | 0       |            |         |         | 0 / 577     | 1       |
|         | DVD      | Različni predstavniki desnice Divers droite                                            | 530.782    | 2,33    | 0       | 231.071    | 1,11    | 10      | 10 / 577    | 4       |
|         | REG      | Regionalisti Régionaliste                                                              | 291.384    | 1,28    | 0       | 264.779    | 1,28    | 10      | 10 / 577    | 5       |
|         | DVC      | Različni predstavniki sredine Divers centre                                            | 283.612    | 1,25    | 0       | 99.145     | 0,48    | 4       | 4 / 577     | 4       |
|         | DXG      | Različni predstavniki skrajne levice Divers extrême gauche                             | 266.412    | 1,17    | 0       | 11.229     | 0,05    | 0       | 0 / 577     | 0       |
|         | DSV      | Suverenistična desnica Droite souverainiste                                            | 249.603    | 1,10    | 0       | 19.306     | 0,09    | 1       | 1 / 577     | 0       |
|         | DIV      | Različni ostali kandidati Divers                                                       | 192.624    | 0,85    | 0       | 18.295     | 0,09    | 1       | 1 / 577     | 2       |
|         | PRG      | Stranka radikalne levice Parti radical de Gauche                                       | 126.689    | 0,56    | 0       | 34.576     | 0,17    | 1       | 1 / 577     | 2       |
|         | DXD      | Različni predstavniki skrajne desnice Divers extrême droite                            | 6.457      | 0,03    | 0       |            |         |         | 0 / 577     | 1       |
| Skupaj  | Skupaj   | Skupaj                                                                                 | 22.744.708 | 100 %   | 5       | 20.747.470 | 100 %   | 572     | 577 / 577   | 0       |